# 居尔日城
居尔日城（法語：Gurgy-la-Ville，法語發音：[gyʁʒi la vil]）是法国科多尔省的一个市镇，属于蒙巴尔区。

## 地理
居尔日城（47°50'58"N, 4°56'28"E）面积12.77 平方千米，位于法国勃艮第-弗朗什-孔泰大區科多尔省，该省份为法国中东部省份，北起奥布省，西接涅夫勒省和约讷省，南至索恩-卢瓦尔省，东南接汝拉省，东临上索恩省，东北部与上马恩省接壤。
与居尔日城接壤的市镇（或旧市镇、城区）包括：奥布河畔奥布皮埃尔、莱古勒、居尔日堡、吕塞、奥布河畔鲁夫尔。

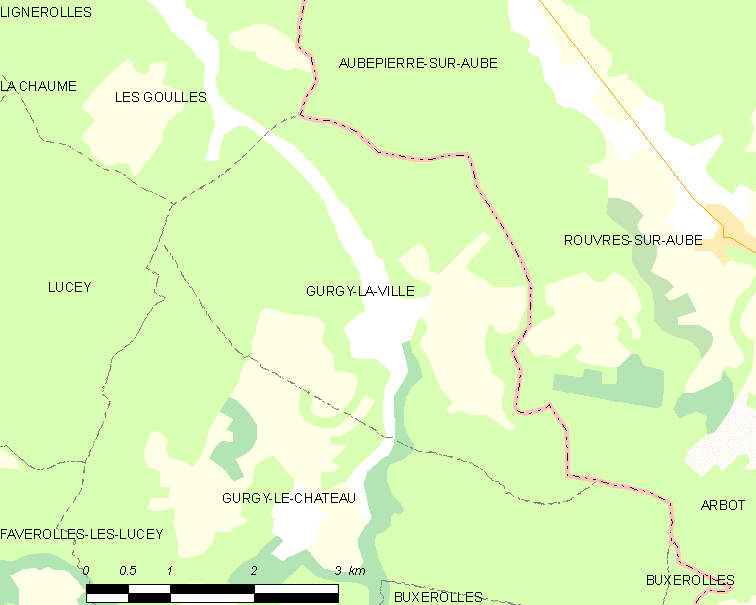
居尔日城的OSM定位图

居尔日城的时区为UTC+01:00、UTC+02:00（夏令时）。

## 行政
居尔日城的邮政编码为21290，INSEE市镇编码为21312。

## 政治
居尔日城所属的省级选区为塞纳河畔沙蒂永县。

## 人口

1962-2008年间居尔日城人口变化图示

居尔日城于2022年1月1日时的人口数量为26人。